# Teltet
Teltet är en kulle i Antarktis. Den ligger i Östantarktis. Norge gör anspråk på området. Toppen på Teltet är 1 551 meter över havet, eller 157 meter över den omgivande terrängen. Bredden vid basen är 1,3 km.
Terrängen runt Teltet är platt åt nordost, men åt sydväst är den kuperad. Trakten är obefolkad. Det finns inga samhällen i närheten.